# Palazzo dell'ARBED
Il Palazzo dell'ARBED (in francese Palais de l'ARBED, in lussemburghese Arbedsgebai) è uno storico edificio della città di Lussemburgo in Lussemburgo.

## Storia
L'edificio, progettato dall'architetto francese René Théry, venne costruito su un terreno acquistato nel 1919 dall'impresa siderurgica ARBED dallo stato lussemburghese per diventare la sede dell'azienda. In origine sul terreno sarebbero dovuti sorgere un palazzo di giustizia e di un museo nazionale. I lavori vennero supervisionati e portati a termine dall'architetto lussemburghese Sosthène Weis. Collaborò al progetto anche l'italiano Duilio Donzelli, autore di diverse sculture presenti sulla facciata esterna.
Il palazzo venne inaugurato il 9 dicembre 1922.

## Descrizione
L'edificio, situato nel centro di Lussemburgo nel quartiere di Gare, presenta uno stile neorinascimentale. Le facciate sono in pietra arenaria.

## Galleria d'immagini

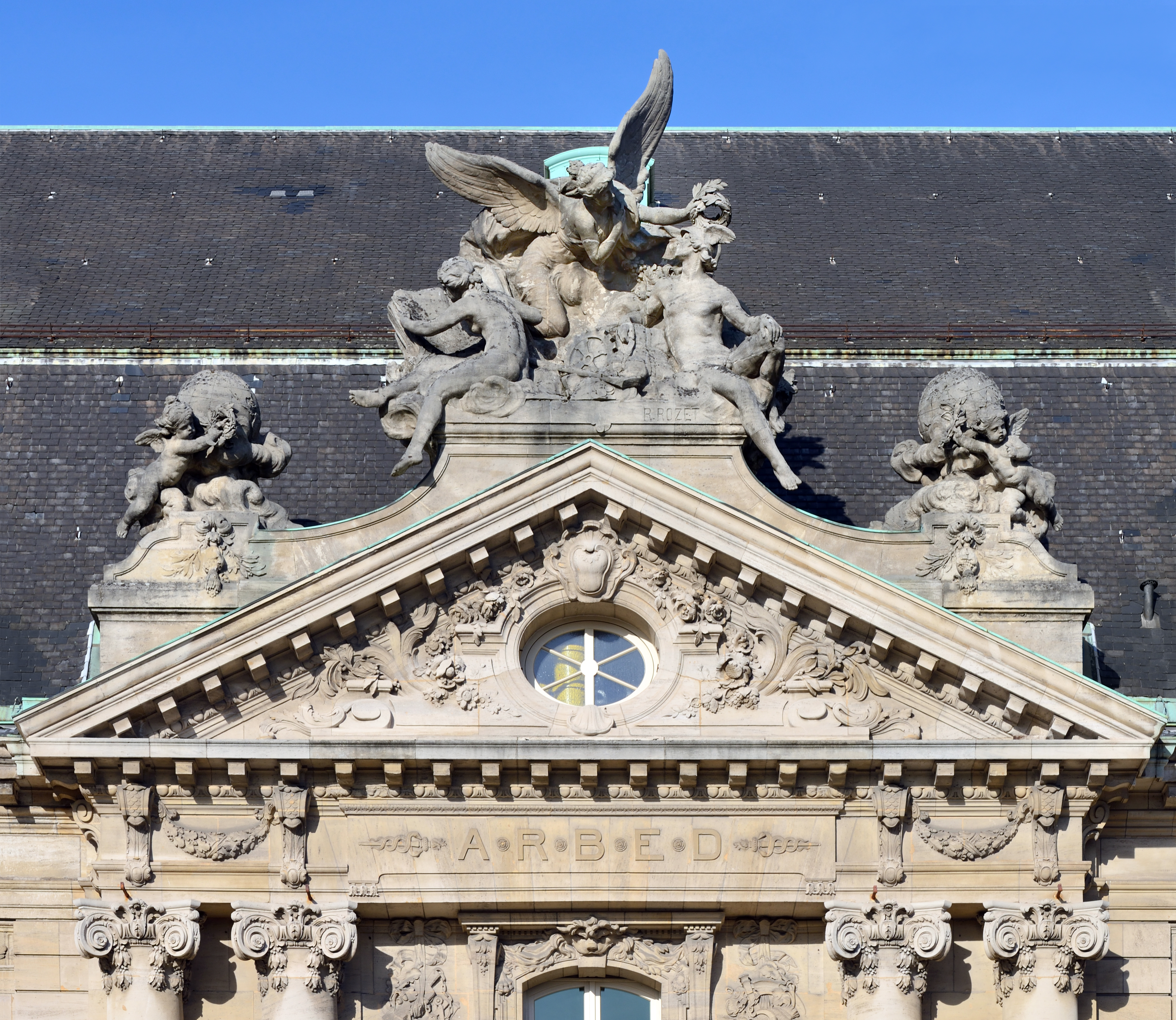
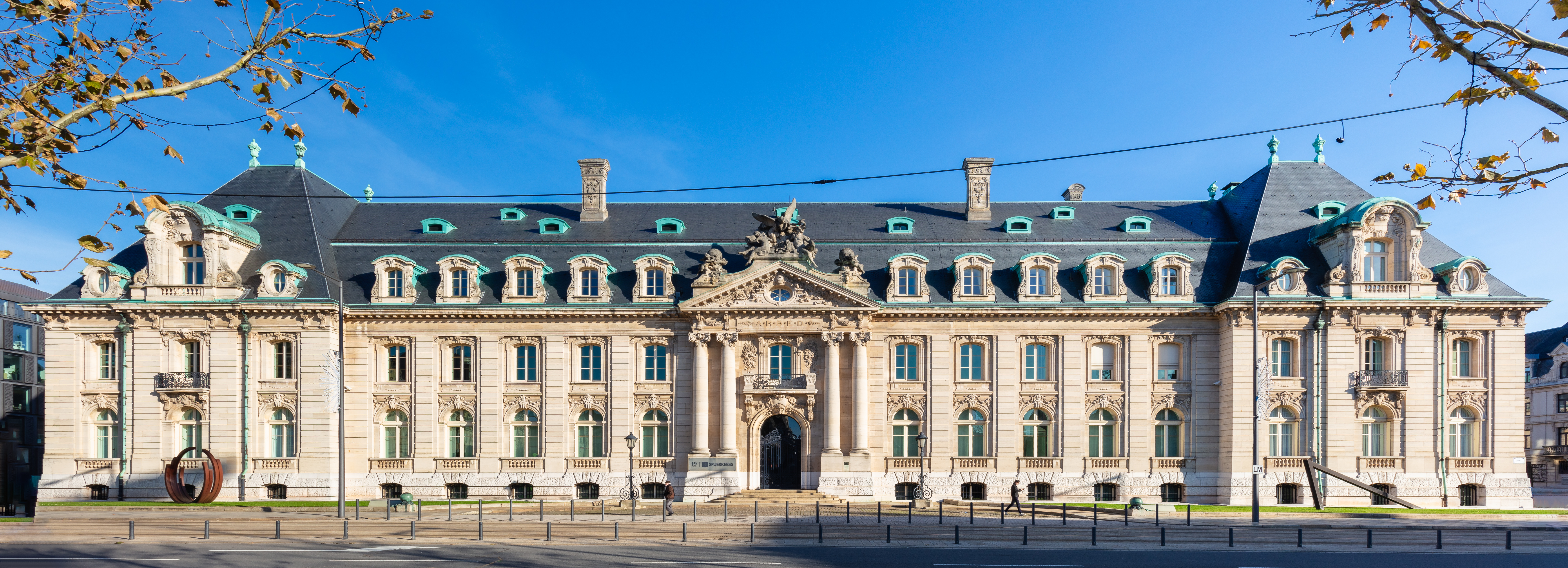
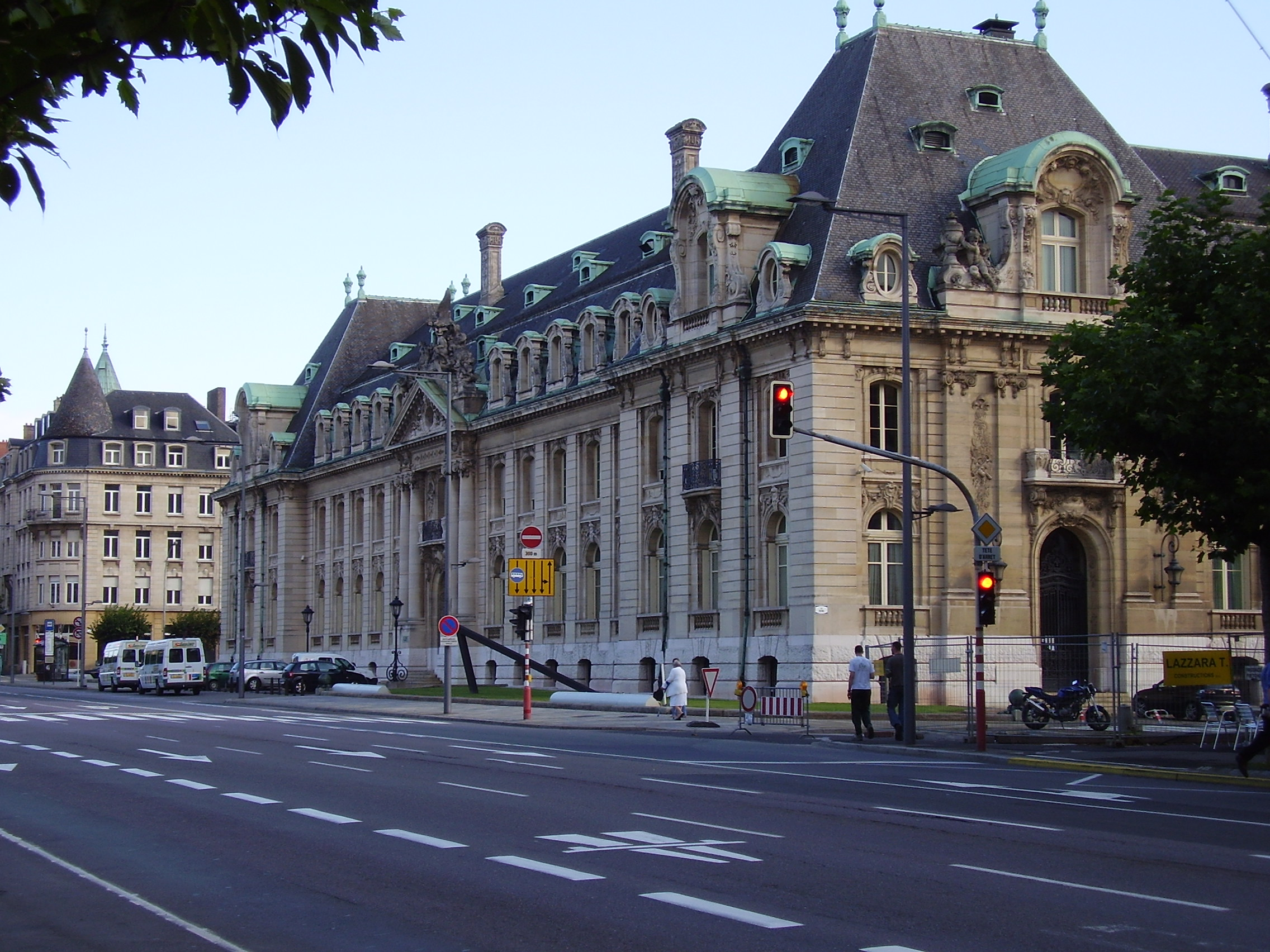